# Æblegård Friskole
Æblegård Friskole er en fri grundskole beliggende lige nord for Adsbøl Kirke i landsbyen Adsbøl, nordøst for Gråsten i Sønderjylland. Skolen blev oprettet som forældreinitiativ i 1995 som Gråsten Friskole, men skiftede navn til Æblegård Friskole, da skolen flyttede til Adsbøl i 2010.
Æblegård Friskole er en lille skole med ca. 70 elever fra 0. til og med 10. klasse.